# Иглесиас де лас Каса, Хосе
Хосе́ Игле́сиас де ла Ка́са (исп. José Iglesias de la Casa; 31 октября 1748, Саламанка — 26 августа 1791, Карбахоса-де-ла-Саграда) — испанский поэт.
Студентом Саламанкского университета он со своим другом Мелендесом и другими молодыми писателями основал союз, известный под названием «Саламанкской школы». Окончив университет, он стал приходским священником. В юности Иглесиас писал сатиру и чрезвычайно грациозные стихи лёгкого содержания, в которых подражал Франсиско де Кеведо; блестящий успех имели его «letrillas». Менее удачны его более серьёзные вещи, написанные в стиле Мелендеса.